# Christa Lohrmann

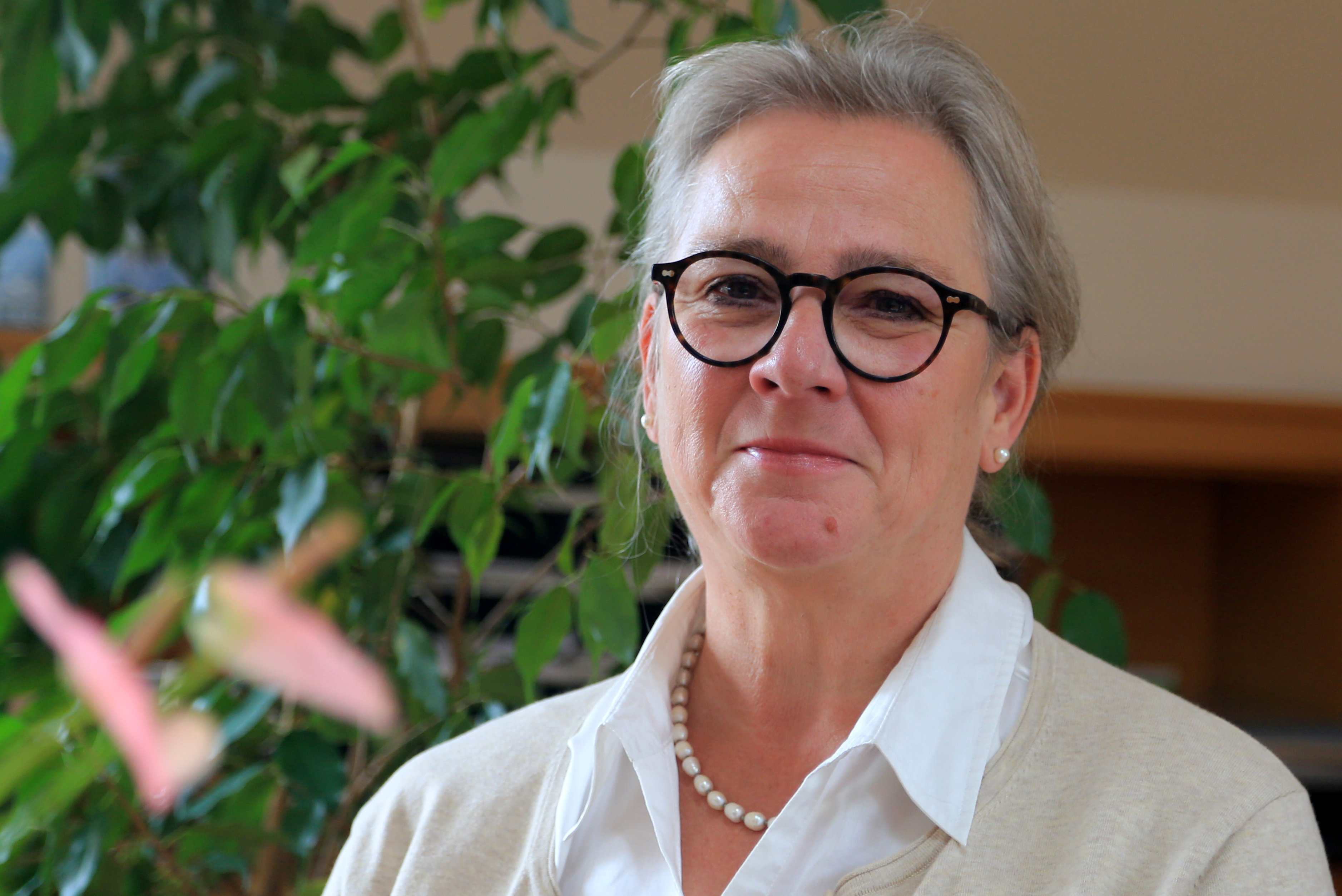
Christa Lohrmann (2021)

Christa Lohrmann (* 1961) ist eine deutsche Pflegewissenschafterin und Pflegeforscherin. Sie ist Professorin für Pflegewissenschaft und Vorstand des Instituts für Pflegewissenschaft der Medizinischen Universität Graz.

## Werdegang
Nach ihrer Ausbildung zur diplomierten Krankenschwester absolvierte Christa Lohrmann von 1993 bis 1998 ein Studium der Pflegepädagogik an der Humboldt-Universität zu Berlin. Im Jahr 2000 begann sie an der Charité Universitätsmedizin Berlin ein Doktoratsstudium in Pflegewissenschaft bei Professor Theo Dassen, dem ersten Lehrstuhlinhaber für Pflegewissenschaft in Berlin, und schloss es 2003 mit einer Dissertation über die Pflegeabhängigkeitsskala ab.
2000 gründete sie zusammen mit Nynke de Jong die European Doctoral Conference in Nursing Science (EDCNS), eine seitdem regelmäßig stattfindende Konferenz von und für Doktoranden der Pflegewissenschaft mit dem Ziel, untereinander Forschungsprojekte zu präsentieren und internationale Kontakte zu knüpfen.
Am 1. Januar 2006 wurde Christa Lohrmann zur Professorin für Pflegewissenschaft an der Medizinischen Universität Graz berufen und übernahm die Leitung des neu gegründeten Instituts für Pflegewissenschaft. Als Vorsitzende der Curricularkommission Pflegewissenschaft war sie maßgeblich an der Weiterentwicklung des Bachelorstudiums Gesundheits- und Pflegewissenschaft sowie der Etablierung mehrerer Bachelor- und Masterstudien beteiligt, darunter das Bachelorstudium Pflegewissenschaft (duales Studium) sowie die Masterstudien Gesundheits- und Pflegewissenschaft, Pflegewissenschaft und Interprofessionelle Gesundheitswissenschaften.
Zudem wurde in Kooperation mit der Charité Universitätsmedizin Berlin (bis 2014) und der Universität Maastricht das erste reguläre Doktoratsstudium der Pflegewissenschaft Österreichs ins Leben gerufen.

## Forschung
Zu Christa Lohrmanns Forschungsschwerpunkten zählen Pflegeabhängigkeit, Pflegequalität, Ageing, End of Life-Care, evidenzbasierte Pflege und Forschungstransfer. Unter ihrer Leitung wird seit 2009 die jährliche „Pflegequalitätserhebung“ in Österreich durchgeführt.

## Engagement
Ein zentrales Anliegen von Lohrmann ist die Förderung und Weiterentwicklung der Akademisierung in der Pflege. Als Professorin für Pflegewissenschaft setzt sie sich dafür ein, dass die Pflege als eigenständige akademische Disziplin anerkannt und gefördert wird und Pflegepersonen nicht nur über praktische Fähigkeiten verfügen, sondern auch eine solide wissenschaftliche Grundlage erhalten, um aktuelle Forschungsergebnisse in der Pflegepraxis umsetzen können.
Sie setzt sich für verbesserte Arbeitsbedingungen in der Pflege ein und zählt zu den Unterstützerinnen der Petition „Recht auf Pflege“ des Österreichischen Gesundheits- und Krankenpflegeverbandes (ÖGKV).

## Auszeichnungen
- 2014: Fellow of the European Academy of Nursing[20]
- 2013: Berliner Gesundheitspreis[21]
- 2013: Großes Ehrenzeichen der Republik Österreich[22]
- 2022: „SALUS“ – Steirischer Qualitätspreis Gesundheit[23]